# Princeton Meadows
Princeton Meadows – jednostka osadnicza w Stanach Zjednoczonych, w stanie New Jersey, w hrabstwie Middlesex.